# Hermann Kohlenbrenner
Hermann Kohlenbrenner (* 11. August 1949 in Ludwigshafen am Rhein) ist ein ehemaliger deutscher Fußballspieler.

## Karriere
Hermann Kohlenbrenner absolvierte von 1974 bis 1980 für den FK Pirmasens und den Karlsruher SC insgesamt 189 Spiele in der 2. Bundesliga Süd, in denen er zehn Tore erzielte. Der Verteidiger war über die Stationen FSV Oggersheim und SC Ludwigshafen zur Saison 1973/74 an das Stadion an der Zweibrücker Straße zur letzten Runde der alten zweitklassigen Fußball-Regionalliga Südwest zum FKP gekommen.
In der Debütsaison 1974/75 der 2. Bundesliga wurde er mit dem FK Pirmasens unter Trainer Bernd Hoss mit zwei Punkten Rückstand zum Meister Karlsruher SC Vizemeister – Kohlenbrenner hatte 30 Ligaspiele absolviert und ein Tor erzielt und zumeist an der Seite der Defensivakteure Klaus Pudelko (Torhüter), Werner Tretter, Torben Nielsen, Gundram Gentes und Robert Jung agiert –  und scheiterte in den Aufstiegsspielen zur Fußball-Bundesliga am Zweiten der Staffel Nord, Bayer 05 Uerdingen. Nach seinem Wechsel 1977 zum Karlsruher SC – der neue KSC-Trainer Bernd Hoss brachte aus Worms den Stürmer Emanuel Günther mit – erreichte Kohlenbrenner mit dem KSC in der Saison 1979/80 erneut die Vizemeisterschaft der 2. Liga Süd. Er hatte in 23 Ligaspielen an der Seite von Edmund Becker, Rolf Dohmen, Stefan Groß, Karl-Heinz Struth und Reiner Ulrich mitgewirkt. In den Aufstiegsspielen gegen Rot-Weiss Essen setzte sich das Karlsruher Team mit Verteidiger Kohlenbrenner im Heimspiel mit einem 5:1-Erfolg und einer 1:3-Niederlage in Essen durch und stieg in die Bundesliga auf. Zum Auftakt der Bundesligaspielzeit 1980/81 hatte der Karlsruher SC den Deutschen Meister FC Bayern München zu Gast. Hermann Kohlenbrenner wurde bei der 0:3-Niederlage im heimischen Wildpark jedoch nicht eingesetzt, er gab sein Debüt in der obersten deutschen Spielklasse am 2. Spieltag beim 0:0 gegen VfL Bochum. Insgesamt kam er in der Saison auf zehn Einsätze.
Hermann Kohlenbrenner ist heute Trainer beim Ludwigshafener SC. Den Verein führte er von der Bezirksliga-Meisterschaft 2006/07 über die Landesliga-Meisterschaft 2007/08 in die Verbandsliga Südwest.